# Franciscanerklooster van Bleijerheide
Het Franciscanerklooster van Bleijerheide is een klooster in Bleijerheide in de gemeente Kerkrade in de Nederlandse provincie Limburg. Het klooster is van de Franciscanen en staat aan de Pannesheiderstraat 71.

## Geschiedenis
De Franciscanen werden in 1877 verdreven uit het naburige Duitsland, ten gevolge van de Kulturkampf.
In 1891 werd het klooster gebouwd naar het het ontwerp van de Franciscaner broeder M. Klein.
In 1960 werd er een deel aangebouwd.
Sinds 2001 is het klooster een rijksmonument.
In 2008 werd de kapel onttrokken aan de Rooms-katholieke eredienst en werd ze verkocht aan de Priesterbroederschap Sint Pius X, die er sindsdien missen in opdraagt.
In dit klooster speelt zich de roman Het hout (2014) van Jeroen Brouwers af.

## Opbouw
Het klooster werd opgetrokken in neogotische stijl en bestaat uit een L-vormig complex met een kloosterkerk en een kloosterkapel. De kapel staat haaks op de rest van het klooster. Het klooster is een Kulturkampfklooster.
De kloosterkapel is een eenbeukig kerkgebouw en heeft vijf traveeën en een vijfzijdige sluiting. De kapel wordt gedekt door een zadeldak met een spits boven de scheiding tussen de kloostervleugel en de kapel. De traveeën worden gescheiden door steunberen met ertussen spitsboogvensters.
Het interieur wordt overwelfd door spitsbooggewelven. Er zijn drie altaren: Een hoofdaltaar, geflankeerd door een Maria-altaar en een Jozef-altaar. Alle altaren zijn voorzien van rijk neogotisch houtsnijwerk. Ook verder bevat het interieur enkele neogotische voorwerpen. Er zijn een aantal glas-in-loodramen. Van belang is verder een 15e-eeuws Mariabeeld, dat wordt toegeschreven aan Dries Holthuys.